# أنابيل باترسون
أنابيل باترسون (بالإنجليزية: Annabel Patterson)‏ هي أكاديمية أمريكية، ولدت في 9 أغسطس 1936.